# L'Escarnosa
L'Escarnosa és una muntanya de 116 metres que es troba al municipi de Calafell, a la comarca del Baix Penedès.